# Макаубал
Макаубал (порт. Macaubal)  —  муниципалитет в Бразилии, входит в штат Сан-Паулу. Составная часть мезорегиона Сан-Жозе-ду-Риу-Прету. Входит в экономико-статистический  микрорегион Ньяндеара. Население составляет 7389 человек на 2006 год. Занимает площадь 248,649 км². Плотность населения — 29,7 чел./км².

## История
Город основан 3 мая 1928 года.

## Статистика
- Валовой внутренний продукт на 2003 составляет 49.987.323,00 реалов (данные: Бразильский институт географии и статистики).
- Валовой внутренний продукт на душу населения на 2003 составляет 6.766,93 реалов (данные: Бразильский институт географии и статистики).
- Индекс развития человеческого потенциала на 2000 составляет 0,781 (данные: Программа развития ООН).